# Alessandro Tonini
Alessandro Tonini (Cavarzere, 1° giugno 1885 – Svizzera, 12 novembre 1932) è stato un ingegnere italiano, importante progettista aeronautico del XX secolo che ha lavorato per la Gabardini, la Macchi e l'IMAM.

## Biografia
Nacque a Cavarzere, provincia di Venezia, nel 1885, figlio di un impiegato del genio civile. Appassionatosi al mondo dell'aviazione, iniziò la carriera di costruttore aeronautico a Milano nel 1908, quando fondò le Officine Rebus per la costruzione di velivoli e motori. La sua prima realizzazione fu il motore Rebus, prodotto in due tipi. Il primo, erogante 40-45 HP, fu installato sul biplano Wright che fu portato in volo dai tenenti Mario Calderara e Umberto Savoja durante la “Settimana di Brescia” vincendo tutti i premi destinati agli apparecchi di produzione nazionale. Il secondo, erogante 70 HP, fu installato sul monoplano di propria costruzione Monorebus, che portato in volo sul campo d'aviazione di Malpensa nel giugno 1910 compì in volo 15 km. In seguito realizzo, insieme a Piero Bergonzi e Ippolito Negri, due tipi di monoplano tipo canard con ala a parasole, realizzando il primo aereo con fusoliera a guscio del mondo. Il primo aereo aveva fusoliera di costruzione metallica, ed era azionato da un motore Le Rhone da 50 HP, mentre il secondo era un biposto di costruzione interamente lignea, era equipaggiato con motore Anzani da 25-30 HP. 
Tra il 1912 e il 1913 si perfezionò nella costruzione aeronautica frequentando l'Ecole Superiéure Aéronautique di Liegi, in Belgio. Rientrato in Italia lavorò per un breve periodo alla Gabardini, e poi fu assunto in qualità di direttore tecnico presso la Savoia di Bovisio. Qualche tempo dopo si trasferì, sempre come direttore tecnico, presso i cantieri aeronautici della Macchi di Varese.
Durante il corso della prima guerra mondiale progettò gli idrocaccia Macchi M.7 e M.8,  il velivolo idro da ricognizione M.9, e l'idrovolante da bombardamento M.12, tutti usati dai reparti dell'aviazione italiana. Dopo la fine del conflitto realizzò il caccia M.14, il ricognitore M.15, il velivolo da turismo M.16 l'idrocorsa M.17, l'idrovolante da ricognizione M.18, il velivolo da turismo M.20, e l'idrovolante da aerosiluramento M.24.
Nel 1926 si trasferì alle Officine Romeo di Napoli, dove progettò il velivolo da turismo Ro.5, che nel 1929 diede belle prove durante le Challenge internazionali e fu adottato dalla Regia Aeronautica per le proprie squadriglie da collegamento. A causa dell'aggravarsi delle sue condizioni di salute fu costretto a lasciare il lavoro, e si spense per malattia in Svizzera il 12 novembre 1932.

### Annotazioni
1. ↑  Volando su questo aereo, dotato di motore Anzani da 30 HP, Giovanni De Briganti vinse due volte la Coppa Mapelli, conquistando definitivamente il trofeo.

### Fonti
1. ↑   Atto di nascita di Alessandro Tonini, su familysearch.org.
2. 1 2 3  Callegari, Gambarotto 2012, p. 16.
3. 1 2 3 4 5 6 7 8  Mancini 1936, p. 586.
4. 1 2  Cobianchi 1943, p. 75.
5. ↑  Cobianchi 1943, p. 412.
6. ↑  Cobianchi 1943, p. 414.
7. 1 2 3 4 5  Abbate, Lazzati 1963, p. 10.